# サンテックレコード
サンテックレコードは、かつて存在した音楽制作会社のレーベル名及び通称である。一般的にだがsantecレコードと言われている。

## 概要
2001年、カラオケ音源メーカーサンテックジャパンのインディーズレーベルとして発足。所在地は千葉県鴨川市横渚。
カラオケ事業を主体としていたサンテックジャパンのレーベルであった事から曲を豊富に取り揃えていたのが特長である。女性ボーカルを頻繁に募集しており、そのボーカルを対象としたアルバムを発売していた。また、優勝賞金5万円のMIDIコンテストも行っていた。
これに加えて、自社製のゲームの音楽製作やサウンドトラックの販売も行い、所属歌手によるライブコンサート（インストアライブが中心のミニライブ）も同レーベル主宰で定期的に開催していた。こちらのレーベルの運営はそこそこ順調であった。
ところが、親会社のサンテックジャパンがサンテックレコードの資金源として設立したアダルトゲームブランドの運営に失敗し、大きな負債を抱えて撤退してしまう（詳しくはサンテックジャパンの項を参照のこと）親会社の経営失敗による業績悪化のため2004年初頭で急遽活動を休止せざるを得なくなり、以後のCD製作やライブ開催も白紙になってしまった。そのため、自社製ゲームの中にはサウンドトラックが発売されていないゲームも幾つかある。
その後、同社が6月29日をもって倒産したため、サンテックレコードも復活することなく消滅してしまった。

## ディスコグラフィ
| CDタイトル                  | アーティスト                 | 品番                   | 備考                                        |
| --------------------------- | ---------------------------- | ---------------------- | ------------------------------------------- |
| さよならの微笑み            | オリジナル・サウンドトラック | STCX-00001（STCX-0001) | 神田美智子のボーカル曲収録                  |
| みんと                      | オリジナル・サウンドトラック | STCX-00002（STCX-0002) | 葉月さりな、綾波みすずのボーカル曲収録      |
| 遅れてきた天使              | 神田美智子                   | STCX-00003             | 「さよならの微笑み2」で使用された楽曲を収録 |
| 里見の謎                    | オリジナル・サウンドトラック | STCX-0004              | CD-R 200枚限定                              |
| 10101〜“WILL”The Starship〜 | オリジナル・サウンドトラック | STCX-0005              | CD-R 150枚限定                              |
| タイトル未定                | 島紘子                       | STCX-0006              | 発売中止                                    |
| 教えてご主人様ぁッ！        | オリジナル・サウンドトラック | STCX-0007              | ゲームの初回特典                            |